# August Wilhelm von Bismarck
August Wilhelm von Bismarck (ur. 7 lipca 1750 w Berlinie, zm. 3 lutego 1783) pruski dyplomata i polityk.
W 1772 roku został referendarzem (Referendarius) w Sądzie Kameralnym (Kammergericht) w Berlinie. W 1775 radcą (Legationsrath) Departamentu SZ. W latach 1777–1782 poseł nadzwyczajny Prus w Kopenhadze (Dania). Powrócił z Danii w 1782 roku i został ministrem wojny (Kriegsminister). 